# ستارز وارم
ستارز وارم من المصطلح العلمي Starswarm وهو فلم الخيال العلمي صدر عام 1998 رواية جيري بورنيل. وتدور أحداث الفيلم حول كيب المراهقات ، والصبي الذي نمت على كوكب بعيد تستخدم في المقام الأول باعتباره محطة البحوث للحياة الأصلي غريبة. وقد أثار هذا الصبي من قبل كل من له مايك «العم» و التجريبية برنامج كمبيوتر جوين، مكتوبة من قبل والدته بالرصاص، (الذي يتحدث إليه من خلال زرع رقاقة في دماغه بعد الولادة) الذي يكشف ببطء أكثر وأكثر من مصيره هامة بشأن السيطرة على الشركة التي تملك وتسيطر على الكوكب. جوين تساعده على فهم أهمية Starswarms، ضخمة فائقة الذكاء مسكن المخلوقات النباتية مثل في قاع البحيرات الضحلة الكوكب لا تعد ولا تحصى والمحيطات. موضوعا واضحا لهذا الكتاب هو تعبير عن أفكار الحاسوب مثل الكيانات ، مثل غوين (برنامج كمبيوتر) والأم الشبكات العصبية الغريبة.